# Берлингтон (Онтарио)
Берлингтон (енгл. Burlington) је град у Канади у покрајини Онтарио. Према резултатима пописа 2011. у граду је живело 175.779 становника.

## Становништво
Према резултатима пописа становништва из 2011. у граду је живело 175.779 становника, што је за 6,9% више у односу на попис из 2006. када је регистровано 164.415 житеља.
| 2006.   | 2011.   | 2016.   |
| ------- | ------- | ------- |
| 164.415 | 175.779 | 183.314 |

## Партнерски градови
- Миртл Бич